# Lasioptera nigrocincta
Lasioptera nigrocincta är en tvåvingeart som beskrevs av Jean-Jacques Kieffer 1904. Lasioptera nigrocincta ingår i släktet Lasioptera och familjen gallmyggor.
Artens utbredningsområde är Algeriet. Inga underarter finns listade i Catalogue of Life.